# China League One
China League One (chiń. 中国足球甲级联赛; pinyin Zhōngguó Zúqiú Xiéhuì Jiǎjí Liánsài) została założona w 2004 roku. Jest drugą w hierarchii - po CSL - klasą ligowych rozgrywek piłkarskich w Chinach. Stanowi pośredni szczebel rozgrywkowy między CSL, a China League Two.